# 共和国广场 (布拉格)
共和国广场（捷克語：Náměstí Republiky）是捷克首都布拉格的一个广场，位于旧城与新城之间，拥有众多的观光与购物的地点。
共和广场上的市民会馆（Obecní dům）是布拉格的音乐厅和地标建筑，1918年10月28日，捷克斯洛伐克在此宣布独立。

### 交通
布拉格地鐵於此處設有B線共和廣場站。

布拉格路面電車亦有多條路線行經此處。